# 袁鯨
袁鲸（？—？），號石麟（石鱗），湖广常德府龍陽縣人。

## 生平
万历四十年（1612年）壬子科湖广乡试举人，四十七年（1619年）己未科進士，初授丹阳县知县。天啓五年（1625年）四月考选为山东道御史，疏纠陕西巡抚宋槃，并及南太仆寺卿刘宪宠贪秽状，上令宋槃致仕，刘宪宠禠职。七月以黔难未平，楚力已匮，条陈四议：一曰分兵屯运、一曰开例纳米、一曰分设鼓铸、一曰佥官解运。疏末复论韩策、汪先㟁，谓韩策为赵南星手引，以外藩而巧躐乎上卿，汪先岸与汪文言同宗，合开典而尽坑其馀贿所，宜立加禠斥。六年闰六月疏纠吏部尚书王绍徽与原任陕西巡抚乔应甲声气同出处同，一内一外，呼吸相通，相比相信之深，无如此两人者，因列绍徽纳贿鬻官穢状，绍徽遂以赃私狼藉，著冠带闲住。寻巡按甘肃。七年八月以殿工加恩，加升一级、赏银十五两、紵丝一表里，升太仆寺少卿照旧管事。又与总督史永安、巡抚胡廷宴、巡按御史庄谦、帅众合词请建魏忠贤生祠于固镇太白山龙池之西，内有“惟岳齐天，用象生申之翰；如泉满地，式弘赉傅之霖。绩在东陲，惠流西鄙。”等语，获赐祠名懋彝。
崇祯元年（1628年）巡按順天，本年丁憂歸。四年補浙江道御史，提督顺天学政，七年升大理寺右寺丞。

## 家族
曾祖袁烈。祖父袁襲，選貢。父袁善士，增生。女婿杨山松，亲家公杨嗣昌。